# Cổ Lâu, Khai Phong
Cổ Lâu (tiếng Trung: 鼓楼区, Hán Việt: Cổ Lâu khu) là một quận thuộc địa cấp thị Khai Phong (开封市), tỉnh Hà Nam, Cộng hòa Nhân dân Trung Hoa. Quận này có diện tích 59 km2, dân số 160.000 người. Quận này có các đơn vị hành chính gồm 7 nhai đạo: Ngọa Long, Tân Hoa, Tây Ti Môn, Thành Tây, Tương Quốc Tự, Châu Kiều Nhai và Tiên Sơn.	